# Swetlana Gennadjewna Demidenko
Swetlana Gennadjewna Demidenko (russisch Светлана Геннадьевна Демиденко, engl. Transkription Svetlana Gennadyevna Demidenko, nach Heirat Сёмова – Sjomowa – Semova/Syomova; * 16. Februar 1976) ist eine russische Langstreckenläuferin, die sich auf Straßen- und Bergläufe spezialisiert hat.
2001 sowie 2002 gewann sie Gold bei den Berglauf-Europameisterschaften und 2002 bei den Berglauf-Weltmeisterschaften. 2001 und 2002 siegte sie außerdem beim Hochfellnberglauf.
Auf der Straße wurde sie 2001 Zweite beim Turin Half Marathon. 2002 wurde sie Dritte beim Setúbal-Halbmarathon und Vierte beim Ocean State Marathon. Im Jahr darauf wurde sie Dritte bei den 25 km von Berlin und beim Rock ’n’ Roll Marathon, kam beim Marathon der Leichtathletik-Weltmeisterschaften in Paris/Saint-Denis auf Rang 38 und wurde Zweite beim Istanbul-Marathon. 
2004 wurde sie Neunte beim London-Marathon, Dritte beim Grandma’s Marathon und siegte in Istanbul. Einem zweiten Platz beim Grandma’s Marathon 2005 folgte 2006 ein 15. Platz beim Boston-Marathon.
Nach ihrer Heirat wurde sie 2009 Fünfte beim Siberian International Marathon und Dritte in Istanbul, 2010 Dritte beim Düsseldorf-Marathon.

## Persönliche Bestzeiten
- Halbmarathon: 1:11:20 h, 12. Mai 2002, Setúbal
- 25-km-Straßenlauf: 1:26:22 h, 4. Mai 2003, Berlin
- Marathon: 2:29:56 h, 13. Oktober 2002, Providence